# Ґао Цзяньфу
Ґао Цзяньфу (高剑父, 12 жовтня 1879 —22 червня 1951) — китайський художник часів Китайської Республіки та КНР.

## Життєпис
Народився 1879 року у м. Панью (провінція Гуандун). У Рано втратив батька. З 1891 року навчався у аптекаря. З 1893 року вирішив присвятити себе малярству. У 1903 році поступає до політехнічного інституту у Макао. У 1906 році переїздить до Токіо (Яполнія), де навчається у школі образотворчих мистецтв. У 1908 році повертається до Гуанчжоу. У 1910 році переїздить до Гонконгу, де долучається до революційного руху. Після Синхайської революції Ґао Цзяньфу продовжує займатися революційною справою. У 1914 році заснував в Гуанчжоу школу живопису Чуньшен. У 1920 році відходить від політики. З 1926 року відбуваються персональні виставки Ґао Цзяньфу. Водночас відбуваються його виставки у містах Шанхай, Нанкін, Ханчжоу. У 1931 році також відбуваються виставки в Індії, Шрі-Ланці, Непалі і на островах Південно-Східної Азії. Після цього він вивчав образотворче мистецтво в Європі та Сполучених Штатах Америки. У 1934 році проходить його виставка у Берліні. З початком війни з Японією у 1937 році проводить виставки для зборку коштів для боротьби із загарбниками. У 1938 році переїздить до Макао. У 1946 році Інститут мистецтв в Гуанчжоу, де зайняв посаду ректора. Як педагог він сприяв навчанню багатьох молодих художників. 22 червня 1951 році помер у Макао.

## Творчість
Ґао Цзяньфу спеціалізувався в жанрі «квіти і птиці». Для роботи використовував папір, що не вбирав воду, і жорсткі пензлі, застосовуючи метод «розмиття». За стилем це нагадувало майстрів Південної Сун і Чжецзянськоу школу часів династії Мін, що відрізнялися силою, переконливістю, «вільно наплесканної тушші». Люди на його пейзажах часто одягнені в сучасний одяг, а на деяких картинах видно навіть аероплани і пароплави. Вважаєтьс яодним із засновників Ліннаньскої школи живопису.
На картині «Орел і клен» старе дерево, повитий плющем, здається вічним, потужний орел з широко відкритими очима кліпає крилами, і прихоплені морозом листя виглядають свіжими і червоними. Яскравість кольору і міць образів існують тут у цілковитій згоді.